# تپه قلعه افراسیاب
تپه قلعه افراسیاب مربوط به سدهٔ ۴ ه.ق است و در شهرستان دیواندره، بخش سارال، روستای افراسیاب واقع شده و این اثر در تاریخ ۱۱ مهر ۱۳۸۳ با شمارهٔ ثبت ۱۱۱۷۶ به‌عنوان یکی از آثار ملی ایران به ثبت رسیده‌است.